# Diplusodon minasensis
Diplusodon minasensis är en fackelblomsväxtart som beskrevs av A. Lourteig. Diplusodon minasensis ingår i släktet Diplusodon och familjen fackelblomsväxter. Inga underarter finns listade i Catalogue of Life.